# Jurandir de Freitas
Jurandir de Freitas (Marília, 1940. november 12. – São Paulo, 1996. március 6.) világbajnok brazil válogatott labdarúgó.
A brazil válogatott tagjaként részt vett az 1962-es világbajnokságon.

## Sikerei, díjai
São Paulo FC
- Paulista bajnok (2): 1970, 1971

Brazília
- Világbajnok (1): 1962